# Gymnosporia pallida
Gymnosporia pallida là một loài thực vật có hoa trong họ Dây gối. Loài này được Collett & Hemsl. mô tả khoa học đầu tiên năm 1890.